# Бараново (Рыбинский район)
В Ярославской области есть ещё три деревни Бараново, в Большесельском, Некрасовском и Пошехонском районе. В Покровском сельском поселении Рыбинского района есть деревня с похожим названием Бараниха.
Бараново — деревня в Погорельском сельском округе Глебовского сельского поселения Рыбинского района Ярославской области.
Деревня расположена на автомобильной дороге из центра сельского поселения Глебово на Ларионово, между деревнями Текунино, расположенной на расстоянии около 2 км в сторону Глебово, и расположенной на таком же расстоянии в сторону Ларионово деревни Калита. Деревня выстроена в основном вдоль автомобильной дороги. К западу от Бараново на расстоянии 1—1,5 км расположились (с севера на юг) деревни Ягодино, Подольское, Плоское, к которым от Бараново идут три дороги. К востоку от Баранова на расстоянии 1 км стоит деревня Малое Займище .
Деревня Баранова указана на плане Генерального межевания Рыбинского уезда 1792 года. Там же по дороге от Бараново к Ягодино показана деревня Гаврилова, сейчас там только поле.
На 1 января 2007 года в деревне числилось 3 постоянных жителя . Почтовое отделение, расположенное в центре сельского округа, селе Погорелка, обслуживает в деревне Бараново 39 домов.